# Саудек, Виктор
Виктор Саудек (англ. Victor Saudek; 12 сентября 1879, Милуоки — 18 апреля 1966, Сан-Диего) — американский флейтист и дирижёр.
Выучился играть на флейте практически самоучкой и ещё школьником, в пятнадцатилетнем возрасте, поступил в городской оркестр под управлением Кристофера Баха. По окончании школы отправился учиться музыке в Чикаго, а затем в Нью-Йорк, где занимался под руководством Карла Венера. Одновременно Саудек пел в хоре под управлением Франка Дамроша.
По окончании музыкального образования Саудек вернулся в Чикаго, где в течение семи сезонов играл в оркестре, гастролируя по всей территории США. Около 1910 года обосновался в Питтсбурге, c 1913 года преподавал на отделении музыки Технологического университета Карнеги (ныне Университет Карнеги — Меллон). В 1922 году организовал и возглавил в качестве дирижёра оркестр питсбургской радиостанции KDKA — одной из первых коммерческих радиостанций в мире; здесь под его руководством, в частности, играл юный Эрл Уайлд. Позднее на основе этого коллектива создал Малый симфонический оркестр, с которым исполнял лёгкую музыку на городских концертных площадках. Одновременно играл на флейте и в составе возрождённого Питсбургского симфонического оркестра, преподавал частным образом (у Саудека, в частности, начал учиться игре на флейте Джозеф Мариано). Вышел на пенсию в 1955 году.
Сыновья Виктора Саудека — телевизионный продюсер Роберт Саудек и инженер Виктор Мид Саудек (1915—1997), специалист по конструированию и испытанию планеров, участник работ по программе «Surveyor».